# Saint-Priest-Ligoure
Saint-Priest-Ligoure (okzitanisch: Sent Prèch (Ligora)) ist eine französische Gemeinde mit 696 Einwohnern (Stand: 1. Januar 2022) im Département Haute-Vienne in der Region Nouvelle-Aquitaine. Sie gehört zum Kanton Eymoutiers im Arrondissement Limoges.

## Geografie
Saint-Priest-Ligoure liegt etwa 19 Kilometer südlich von Limoges am Ufer des Flusses Ligoure. Umgeben wird Saint-Priest-Ligoure von den Nachbargemeinden Saint-Jean-Ligoure im Norden, Vicq-sur-Breuilh im Nordosten und Osten, Château-Chervix im Osten, Coussac-Bonneval im Süden, La Roche-l’Abeille im Südwesten und Westen sowie Janailhac im Westen und Nordwesten.

## Bevölkerungsentwicklung
| Jahr                       | 1962 | 1968 | 1975 | 1982 | 1990 | 1999 | 2006 | 2012 | 2020 |
| Einwohner                  | 926  | 758  | 631  | 640  | 561  | 567  | 618  | 668  | 675  |
| Quellen: Cassini und INSEE |      |      |      |      |      |      |      |      |      |

## Sehenswürdigkeiten
- Kirche Saint-Priest, Monument historique
- Schloss Freyssinet aus dem 16. Jahrhundert mit See und Mühle
- Schloss Lavergne aus dem 18. Jahrhundert, ursprünglich Burganlage aus dem 14. Jahrhundert
- Schloss Tourdonnet aus dem 14. Jahrhundert
- Schloss Elyas

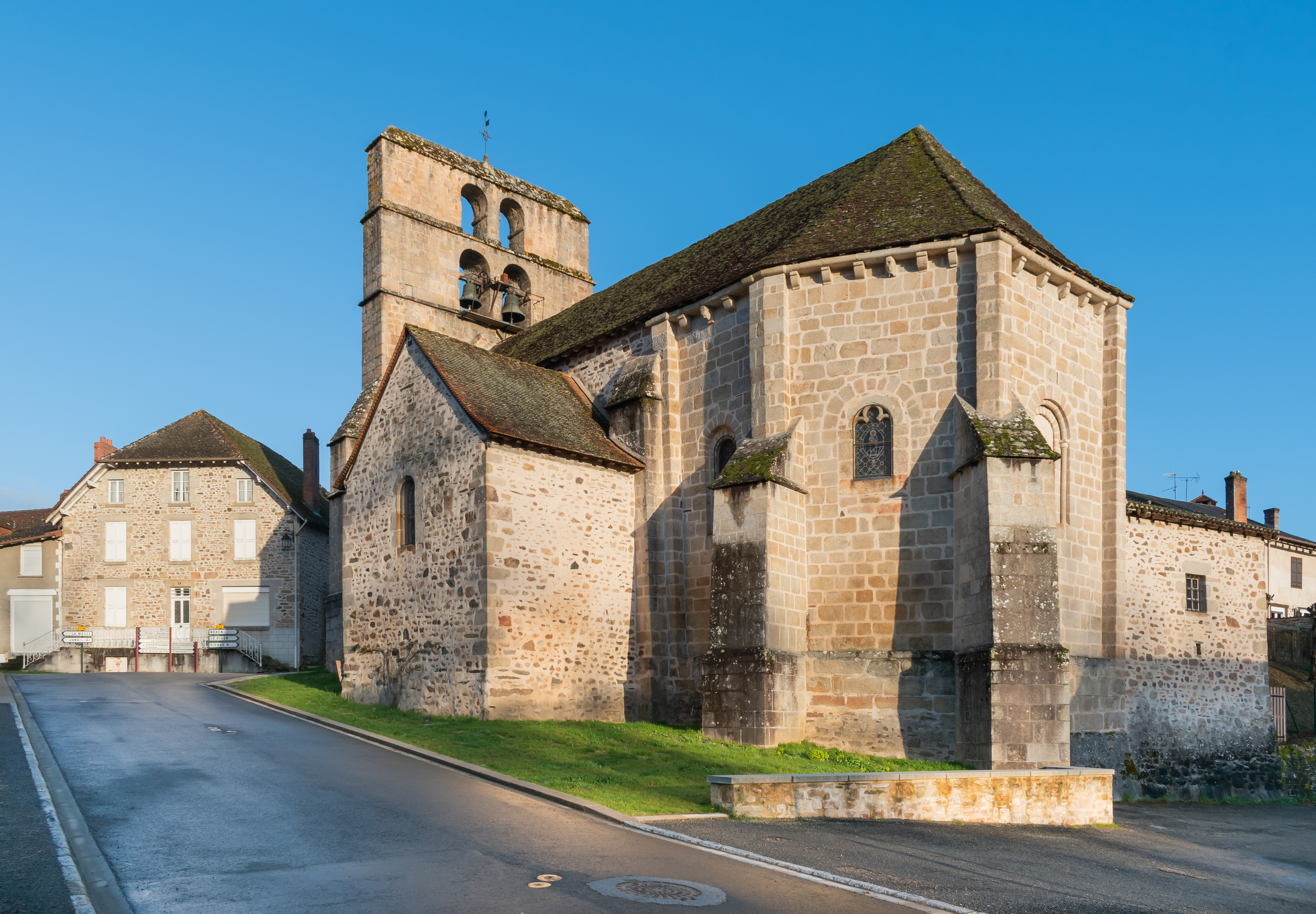
Kirche Saint-Priest
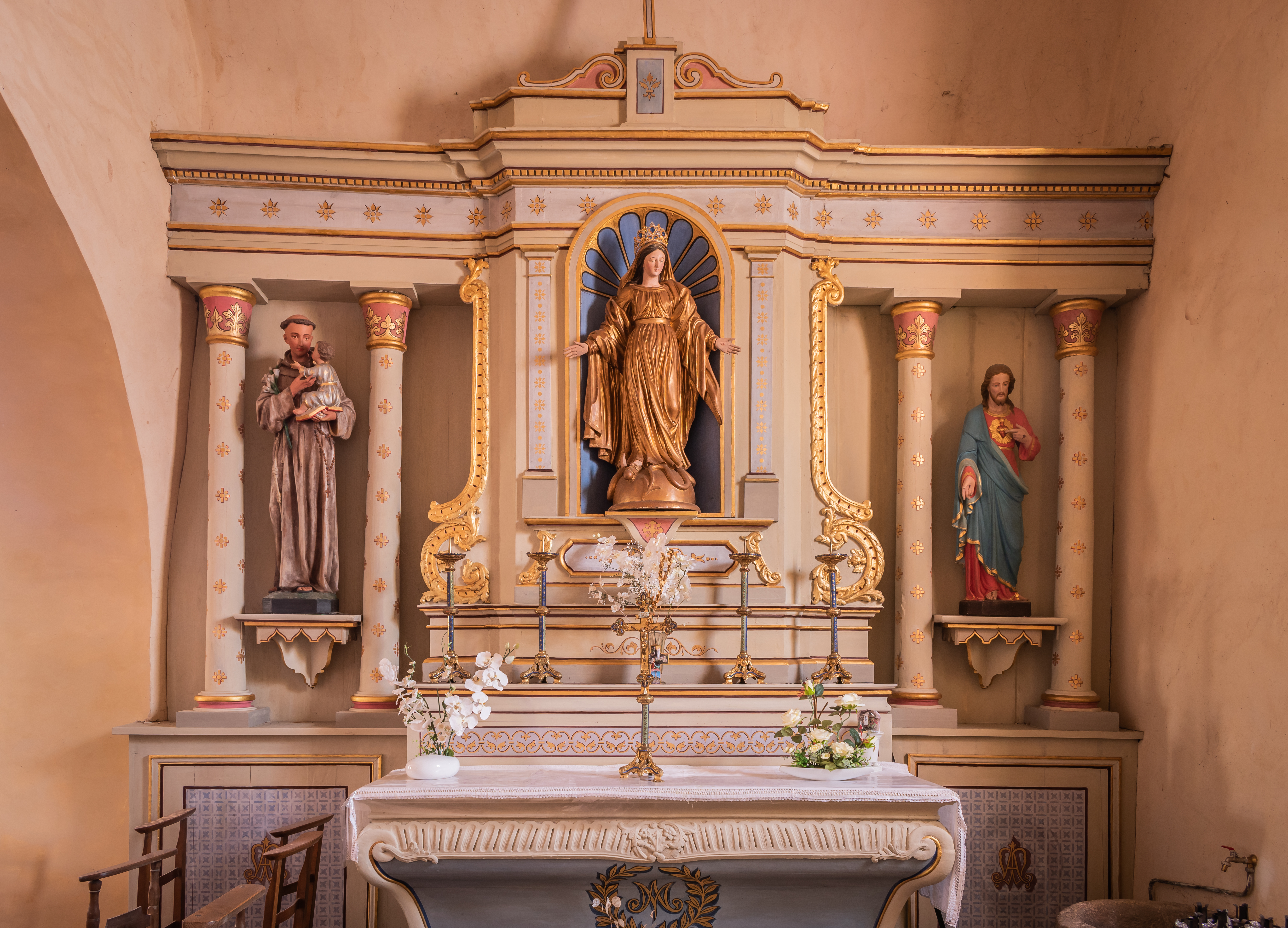
Altar der Kirche Saint-Priest
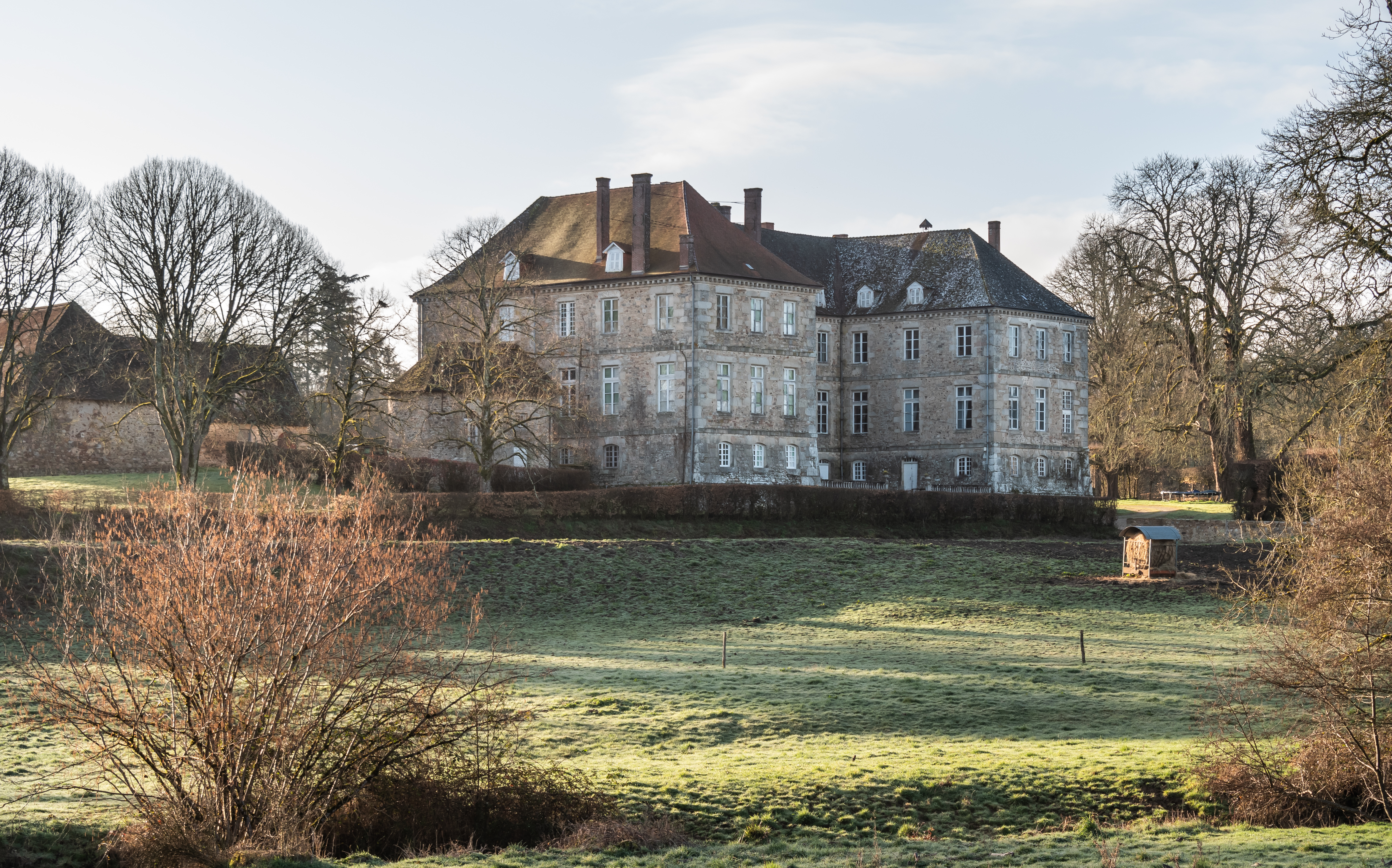
Schloss Lavergne

## Gemeindepartnerschaft
Mit der französischen Gemeinde Kilstett im Département Bas-Rhin (Elsass) besteht eine Partnerschaft.